# 阿姆维尔
阿姆维尔（法語：Hammeville，法語發音：[amvil]）是法国默尔特-摩泽尔省的一个市镇，属于南锡区。

## 地理
阿姆维尔（48°29'58"N, 6°3'59"E）面积5.45 平方千米，位于法国大東部大區默尔特-摩泽尔省，该省份为法国东北部内陆省份，是洛林的一部分，北邻比利时、卢森堡，北起顺时针与摩泽尔省、下莱茵省、孚日省和默兹省接壤。
与阿姆维尔接壤的市镇（或旧市镇、城区）包括：乌德勒维尔、奥涅维尔、帕雷圣塞赛尔、韦兹利斯、维特雷。

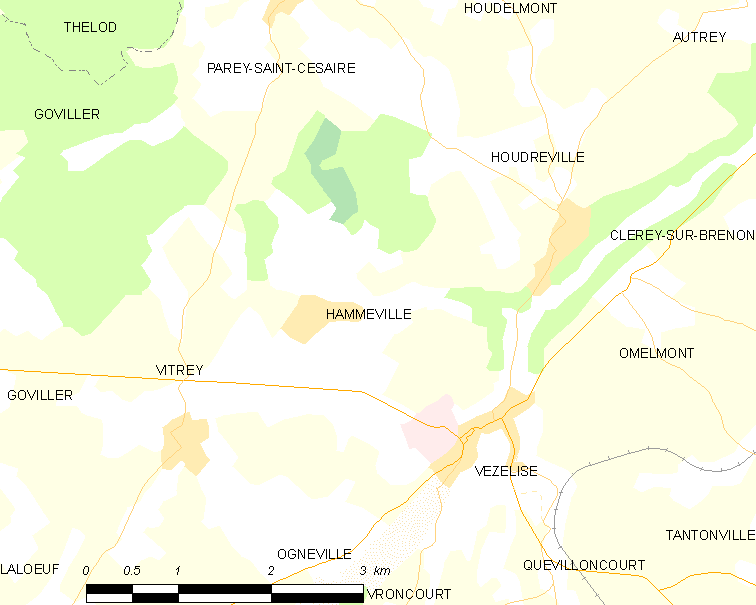
阿姆维尔的OSM定位图

阿姆维尔的时区为UTC+01:00、UTC+02:00（夏令时）。

## 行政
阿姆维尔的邮政编码为54330，INSEE市镇编码为54247。

## 政治
阿姆维尔所属的省级选区为梅讷欧桑图瓦县。

## 人口

1962-2008年间阿姆维尔人口变化图示

阿姆维尔于2022年1月1日时的人口数量为189人。